# Polémiques
Polémiques est un livre du sociologue et politologue français Raymond Aron paru en 1955 aux éditions Gallimard.

## Édition
Raymond Aron, Polémiques, Paris, Gallimard, coll. « Les Essais » (no 71), 1er février 1955, 247 p.

## Recueil d'articles
Ce livre est un recueil d'articles, qui réunit cinq textes, dont la postface du Dieu des ténèbres et deux articles qui répondent au texte de Jean-Paul Sartre intitulé Les Communistes et la Paix.
Il contient aussi deux autres textes qui sont en rapport avec le rôle que Raymond Aron joue dans le Congrès pour la liberté de la culture, organisation anticommuniste fondée à Berlin en 1950 : l'un d'entre eux, Neutralité ou engagement, est présenté par Raymond Aron au Congrès pour la liberté de la culture de Berlin de 1950 et l'autre, Séduction du totalitarisme, est lu à la conférence des Amis de la liberté qui a lieu à Paris en 1952.

## Anticommunisme
Dans ce livre, où l'opposition à Jean-Paul Sartre est centrale, Raymond Aron analyse la position des intellectuels français face au communisme,. Il y critique également Maurice Merleau-Ponty.  
Il critique particulièrement les communistes et les sympathisants du communisme et rejette la conception marxiste de l'histoire qui prône l'inéluctabilité de la révolution prolétarienne, parlant de « superstitions de l'histoire ». Il propose une analyse religieuse du stalinisme :  

« Intellectuellement, le stalinisme serait le développement de la conception
millénariste ; la valeur inconditionnelle d’un avenir, proclamé à la fois parfait et inévitable, justifierait de proche en proche tous les actes, si cruels soient-ils, de
ceux qui sont les constructeurs de l’idéal, tous les événements, si mystérieux puissent-ils paraître, de l’Histoire qui conduit au but ultime. Affectivement, les staliniens offriraient un cas privilégié d’expériences ambivalentes, humanitarisme qui tolère la terreur, terreur qui se donne pour l’expression de l’humanitarisme, petit nombre qui invoque la masse, masse qui s’imagine constituer une élite. Expérience religieuse, à laquelle le caractère séculier de la croyance donne une originalité supplémentaire. »

Raymond Aron prévoit initialement comme préface à Polémiques un texte finalement publié la même année 1955 comme un livre autonome, L'Opium des intellectuels,.

## Réception
En avril 1955, Polémiques fait l'objet d'une critique de Jean-Marie Domenach dans la revue Esprit. Avec L'Opium des intellectuels paru la même année, Polémiques est recensé par Hans Kluth dans la Zeitschrift Für Politik en 1956.